# The Color Before the Sun
The Color Before the Sun è l'ottavo album in studio del gruppo musicale statunitense Coheed and Cambria, pubblicato il 9 ottobre 2015 dalla 300 Entertainment.

## Tracce
1. Island – 5:02
2. Eraser – 3:52
3. Colors – 4:41
4. Here to Mars – 4:01
5. Ghost – 2:45
6. Atlas – 6:03
7. Young Love – 3:50
8. You Got Spirit, Kid – 4:11
9. The Audience – 6:10
10. Peace to the Mountain – 6:33

## Formazione
Gruppo
- Claudio Sanchez – voce, chitarra
- Travis Stever – chitarra, cori
- Josh Eppard – batteria, percussioni, cori
- Zach Cooper – basso, cori

Altri musicisti
- Roy Agee – ottoni
- Mike Haynes – ottoni
- Jennifer Kummer – ottoni
- Avery Bright – strumenti ad arco
- Melodie Morris – strumenti ad arco
- Eleonore Denig – strumenti ad arco
- Jay Joyce – piano Rhodes
- Chondra Marie Sanchez – cori
- The Prize Fighter Inferno – effetti